# Jarred Ogungbemi-Jackson
Jarred Ogungbemi-Jackson (Winnipeg, Canadá, 11 de agosto de 1991) es un jugador de baloncesto canadiense con nacionalidad jamaicana. Juega de base y su actual equipo es el Donar Groningen de la Dutch Basketball League holandesa.

## Carrera deportiva
El jugador se formó en la Universidad de Calgary (Canadá) y en verano de 2015, comenzó su primera experiencia como profesional en Portugal, dónde jugaría dos años en el Galitos Barreiro Tley de Portugal. La temporada 2016-17 fue el tercer máximo anotador y el quinto máximo asistente de la primera división portuguesa. Promedió 20 puntos, 7 rebotes y cuatro asistencias, siendo elegido MVP de la Liga Portuguesa.
En verano de 2017, firmó por el Actel Força Lleida para jugar una temporada en LEB Oro.

## Clubes
- Galitos Barreiro Tley. LPB. (2015-2017)
- Força Lleida Club Esportiu. LEB Oro. (2017-2018)
- Aix Maurienne Savoie Basket. Pro B. (2018-2019)
- Joensuun Kataja. Korisliiga. (2019-2020)
- Donar Groningen. DBL. (2020- )